# Mónica Silva
Mónica Silva (Medellín, 3 de diciembre de 1925 - Bogotá, 20 de enero de 2001) fue una actriz colombiana de cine, teatro y televisión; su nombre de pila era Luz Flórez Mejía.

## Carrera
Silva nació en la ciudad de Medellín el 3 de diciembre de 1925. Estudió artes dramáticas en el Conservatorio de Artes de Medellín y obtuvo un grado en actuación y dirección en la Escuela Nacional de Arte Dramático. Se trasladó a la ciudad de Bogotá para dedicarse a actuar y dirigir en teatro, apareciendo en varias obras y fundando algunas agrupaciones teatrales. En 1977 integró el elenco de la película colombiana Pasos en la niebla, dirigida por José María Arzuaga. Dos años después interpretó el personaje de Mercedes en la telenovela La tregua, basada en la obra homónima de Mario Benedetti. En 1984 participó en la película Tiempo de morir, con guion del literato Gabriel García Márquez. En 1986 integró el elenco de la telenovela Vidas trocadas y un año después actuó en otra producción televisiva, Vanessa, compartiendo reparto con Gustavo Angarita y Norma Constanza López. Antes de finalizar la década interpretó a Catalina de Lugo en la miniserie Los pecados de Inés de Hinojosa, producción de época protagonizada por Amparo Grisales y Margarita Rosa de Francisco. Sus últimas apariciones en televisión ocurrieron en los seriados ¡Ay cosita linda mamá! (1998), El fiscal (1999) y Brujeres (2000).

### Fallecimiento
El 20 de enero de 2001 la actriz falleció a causa de cáncer de seno, sumado a algunos problemas cardíacos.

## Filmografía parcial
- 1977 - Pasos en la niebla
- 1979 - La tregua
- 1984 - Tiempo de morir
- 1986 - Vidas trocadas
- 1987 - Vanessa
- 1988 - Los pecados de Inés de Hinojosa
- 1998 - ¡Ay cosita linda mamá!
- 1999 - El fiscal
- 2000 - Brujeres